# Loch Morar

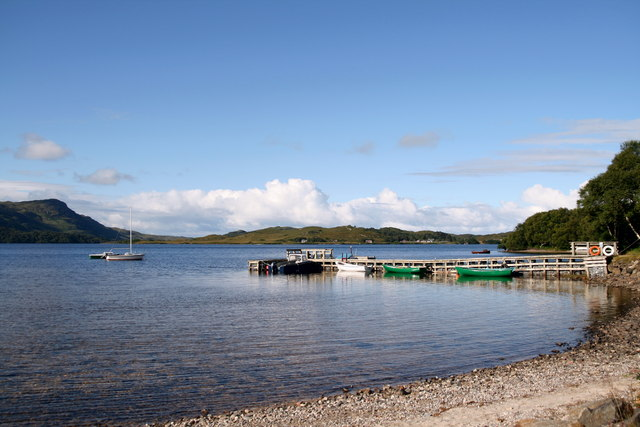
Una spiaggia lungo il Loch Morar

Il Loch Morar ("Lago (di) Morar"; in gaelico scozzese: Loch Mòrair) è un lago (loch) di 26,7 km² della Scozia nord-occidentale, situato nella penisola di Morar, nel distretto di Lochaber (Highland). Con i suoi 310 m di profondità, è il loch d'acqua dolce più profondo della Gran Bretagna.
Tra le località che si affacciano sul lago, figura il villaggio di Morar.

## Geografia
Il Loch Morar si trova in prossimità della costa che si affaccia sull'oceano Atlantico, 6,4 km a sud Mallaig e 4,8 km a nord di Arisaig.
Il lago è lungo 18,8 km e la larghezza massima è di 2,35 km.
Emissario del Loch Morar è il fiume Morar, che si getta nell'Atlantico.

## Fauna
Nel lago vivono pesci quali il salmone e la trota di mare. Lungo il lago vivono invece mammiferi quali lontre, tassi, gatti selvatici, pipistrelli (in particolare il Pipistrellus pipistrellus, il Plecotus auritus, il Myotis mystacinus, il Myotis daubentonii, il Nyctalus noctula, il Pipistrellus pygmaeus, ecc.) anfibi quali la rana montana, il rospo comune e rettili quali l'Anguis fragilis e la Zootaca vivipara.

## Leggende
Secondo la leggenda, il lago sarebbe abitato da un mostro chiamato Morag.